# Rothenlachen
Rothenlachen ist ein Teilort der Gemeinde Wald im Landkreis Sigmaringen in Baden-Württemberg, Deutschland.

## Geographie

### Geographische Lage
Rothenlachen liegt etwa fünf Kilometer westlich von Pfullendorf. Das kleine Dorf liegt auf einer Endmoräne der Würmkaltzeit und auf der Europäischen Hauptwasserscheide. Die Niederschläge des nördlichen Dorfteils fließen über den Kehlbach, den Andelsbach, die Ablach und die Donau ins Schwarze Meer, die des südlichen Teils über die Linzer Aach in den Bodensee und von dort über den Rhein in die Nordsee.

### Ausdehnung des Gebiets
Die Gesamtfläche der Gemarkung Rothenlachen beträgt 217,26 Hektar (Stand: 31. Dezember 2014).

## Geschichte
Bei Rothenlachen entdeckte man eine Pfahlbautenkolonie, die vom Fürstlich Hohenzollerischen Archivar Karl Theodor Zingeler 1893 untersucht wurde. Aus keltischer Zeit finden sich in Rothenlachen im Gewann „Leopoldswald“ zwei Grabhügel einer Keltensippe. Des Weiteren ist eine Volksburg (Ringwallanlage) bekannt.
Erstmals genannt wurde das Dorf im Jahre 1224 bei einer Güterschenkung an das Kloster Wald. Der Ort lag ursprünglich im Bereich der Goldineshuntare, dann im Gau Ratoldesbuch und später in der Grafschaft Sigmaringen. Im Laufe des 13. Jahrhunderts ging es an das Kloster Wald über, 1474 auch das Niedergericht und die Dorfherrschaft und Ende des 16. Jahrhunderts die Lokalleibeigenschaft. In der ersten Hälfte des 16. Jahrhunderts bildete Rothenlachen mit den Nachbardörfern Riedetsweiler und Ruhestetten einen Gerichts- und Verwaltungsbezirk. Nach der Zerstörung von Ruhestetten im Dreißigjährigen Krieg galt der Ort als „halbe Gemeinde“.
Mit dem Übergang der Schirmvogtei des Klosters Wald von Hohenzollern-Sigmaringen an Österreich 1783 schied der Ort aus der Grafschaft Sigmaringen aus. 1806 fiel das Dorf wie das gesamte Walder Territorium durch die Säkularisation des Klosters aufgrund des Reichsdeputationshauptschlusses an das Fürstentum Hohenzollern-Sigmaringen und 1850 mit diesem als Hohenzollernsche Lande an Preußen. Ab 1806 gehörte Rothenlachen also zum fürstlichen und 1850 bis 1862 zum preußischen Oberamt Wald, seitdem zum Oberamt bzw. seit 1925 Kreis Sigmaringen. Besitz und Rechte im Ort hatten im 13. Jahrhundert Herren von Eberhardsweiler, von Ertingen, von Steinfurt und die Grafen von Nellenburg.
Am 1. Januar 1971 wurde die bis dahin selbstständige Gemeinde Rothenlachen in die Gemeinde Wald eingegliedert.

### Einwohnerentwicklung
| Stand         | Einwohner |
| ------------- | --------- |
| 31. Dez. 2010 | 38        |
| 31. Dez. 2014 | 43        |

## Politik

### Wappen
In gespaltenem Schild vorne in Schwarz ein doppelreihig rot-silbern geschachter Schrägbalken, hinten in Gold zwei schwarze Pflugscharen übereinander.
Der Zisterzienserbalken erinnert an die jahrhundertelange Herrschaft des Klosters Wald. Die beiden Pflugscharen weisen auf den von der Landwirtschaft bestimmten Charakter der Gemeinde hin.

## Kultur und Sehenswürdigkeiten

### Bauwerke
- In Rothenlachen befindet sich die Marienkapelle.